# Мисливці (фільм, 2013)
Мисливці  — американський науково-фантастичний пригодницький телевізійний фільм 2013 року режисера Ніші Ганатри за сценарієм Метью Гаффмана та Джеффрі Шехтера, заснований на графічному романі «Дзеркало дзеркала» Джошуа Вільямсона. Прем'єра відбулася на «[[Hallmark Channel]» 25 жовтня 2013 року

## Про фільм
Брати Пакстон і Тріп народилися в сім'ї археологів-дослідників Картера й Джордон Флінн — які постійно їздять світом у пошуках старовинних артефактів. Поки батько і мати відсутні, а молодший брат Тріп навчається у приватній школі, Пакстон наглядає за сімейним маєтком, займається господарськими та побутовими питаннями, а ще доглядає коней у стайні. Якось брати дізнаються страшну новину від агентів Інтерполу про своїх батьків.
Виявляється тато та мама — мисливці за скарбами, тобто злодії міжнародної величини, за якими давно стежить Інтерпол. Щоправда, співробітники Інтерполу виявляються звичайними замаскованими бандитами — вони прагнуть знайти заховані в будинку старовинні цінності. Розуміючи, що батьки потрапили в біду, брати вирушають на їх пошуки разом із мисливцем із таємного товариства.

## Знімались
| Актор         | Роль             |
| ------------- | ---------------- |
| Віктор Ґарбер | Мейсон Фуллер    |
| Мішель Форбс  | Джордін Флінн    |
| Алекса Вега   | Ділан Савіні     |
| Роббі Амелл   | Пакстон Флінн    |
| Деніел Пейн   | Картер Флінн     |
| Алекс Захара  | Крамер           |
| Марк Ганіме   | музейний куратор |